# Joe Harris

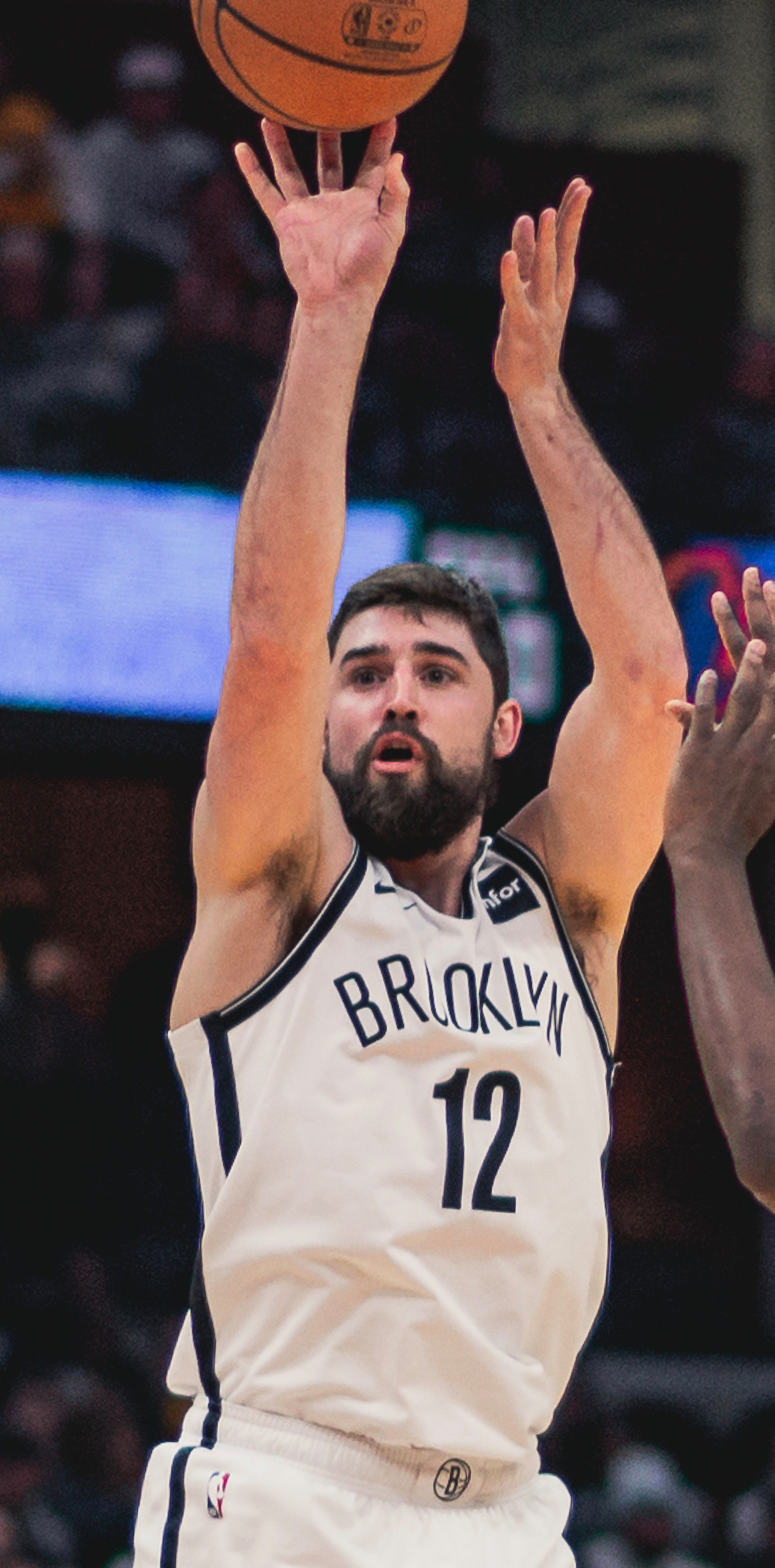
Joe Harris, 2019.

Joseph Malcolm "Joe" Harris, född 6 september 1991 i Chelan i Washington, är en amerikansk professionell basketspelare (SF/SG) som spelar för Detroit Pistons i National Basketball Association (NBA). Han har tidigare spelat för Cleveland Cavaliers och Brooklyn Nets.
Harris draftades av Cleveland Cavaliers i andra rundan i 2014 års draft som 33:e spelare totalt.
Innan han blev proffs studerade Harris vid University of Virginia och spelade för deras idrottsförening Virginia Cavaliers.